# St. Sebastian (Waldthurn)

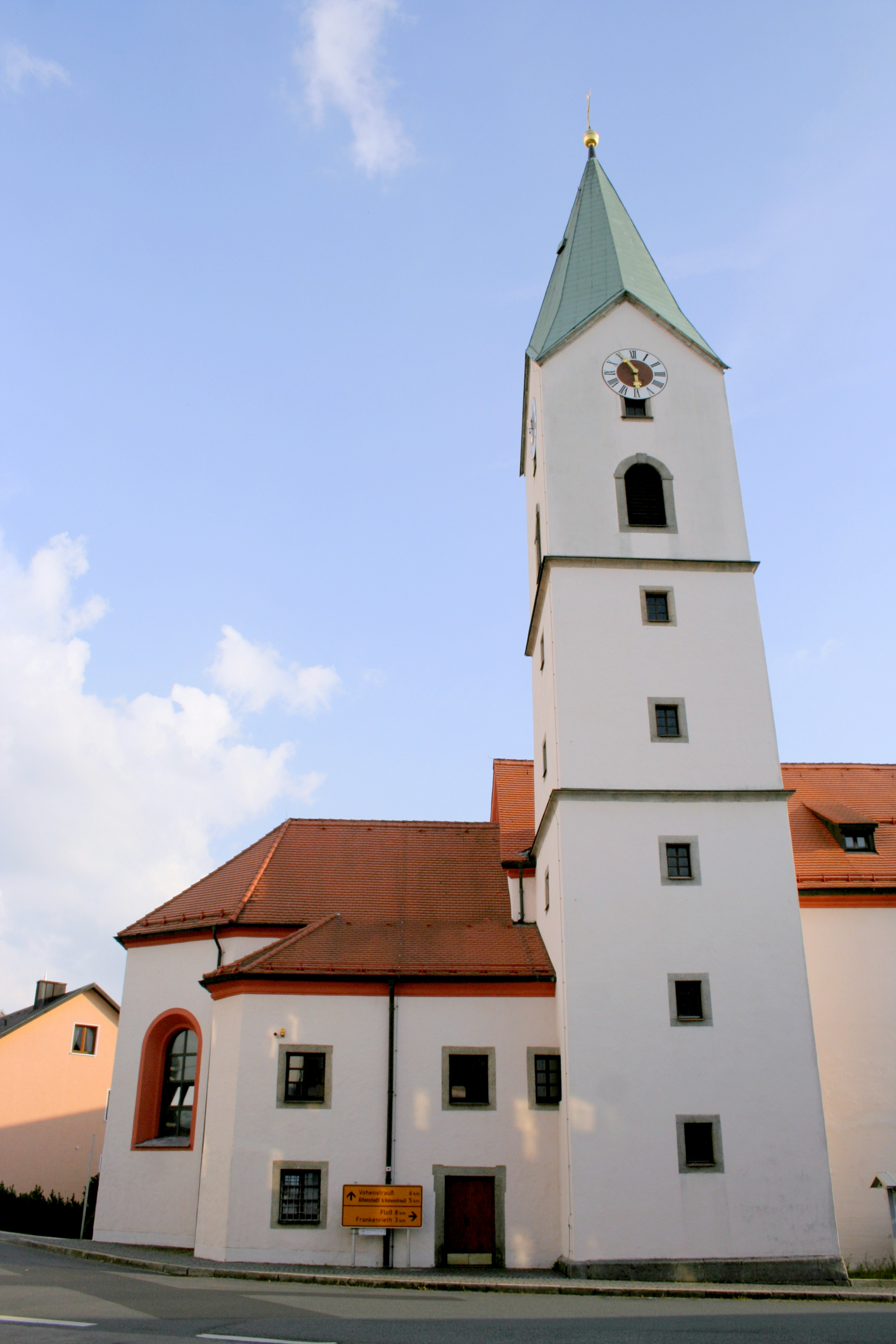
Katholische Pfarrkirche St. Sebastian in Waldthurn

Die denkmalgeschützte römisch-katholische Pfarrkirche St. Sebastian liegt im oberpfälzischem Waldthurn am Marktplatz 1.

## Geschichte
An der Stelle der heutigen Pfarrkirche wurde 1464 im Lehensbuch der Waldthurner Herrschaft zuerst die Kapelle „St. Jobst“ genannt. 1544 hat diese bereits erweiterte Kapelle nach Aussage des damaligen Herrschaftsinhabers, Willibald von Wirsberg, noch bestanden, war aber bereits baufällig. Die früheste Kirchenrechnung beginnt mit 1543 und wird ab 1545 als „Jobstregister“ geführt. Nach diesem kann ab 1547 der Kirchen- und Kirchturmneubau detailliert nachvollzogen werden. Der Kirchenbau wurden allein aus Mitteln der Pfarrei bestritten, dazu wurde auch zahlreiches Bittscharwerk, also unentgeltliche Arbeiten durch die Bewohner von Waldthurn, erbracht. Die Kirche St. Jobst war ursprüngliche eine Filiale der Pfarrkirche Lennesrieth, 1685 wurde Waldthurn eine eigene Pfarrei und die dortige Kirche zur Pfarrkirche.
Beim Marktbrand am 28. Juli 1714 ist die Kirche mitsamt dem Pfarrhof „bis auf das Gewölb jämerlich in Aschen gelegt“ worden. Zuerst wurde die Kirche notdürftig wieder hergestellt, dann aber 1736 wegen Baufälligkeit abgebrochen und mit einem vergrößerten Langhaus neu erstellt worden. Nach Abbruch des baufälligen Kirchturms wurde auf den Mauerresten ein hölzerner Glockenturm errichtet, mit dem man aber nicht sehr zufrieden war, da man das Geläut im Markt nur wenig gehört hat. Der nächste Marktbrand folgte bereits am 18. September 1776, auch dabei sind die Kirche und das Pfarrhaus bis auf die Grundmauern abgebrannt. Der Wiederaufbau verzögerte sich, da hinsichtlich der Kirchenverwaltung eine beträchtliche Misswirtschaft festgestellt wurde. Der Turmbau zog sich bis 1795 hin, erst 1797 konnte der Turmkopf mit einem Zwiebelturm aufgesetzt werden. Nach dem Wiederaufbau wurde die Kirche als „gelungen“ bezeichnet, sie war mit zwei Glocken und einer Orgel ausgestattet, die 1821 von einem Werk des Amberger Orgelmachers Wilhelm Hepp ersetzt wurde.
Auch bei dem nächsten Ortsbrand am 5. Oktober 1865 brannten Kirche und Pfarrhof bis auf die Grundmauern ab. Dabei sind auch die alten Kirchenbücher verbrannt. Noch im gleichen Jahr wurden Kirche und Turm mit einem Notdach gesichert. Bis 1867 konnten Kirche und Turm wieder aufgebaut werden. Bereits vor dem Ersten Weltkrieg dachte man an einen Erweiterungsbau, der dann 1922 unter Pfarrer Haller nach Plänen von dem Münchener Architekt Hans Schurr ausgeführt wurde. Durch den Anbau konnten 255 zusätzliche Sitzplätze geschaffen werden, im Presbyterium wurde Platz für 100 Kinder geschaffen.
Am 11. März 1981 wurde von der Bischöflichen Finanzkammer auf Antrag von Pfarrer Andreas Renner ein erneuter Um- und Ausbau des Kirchengebäudes und des Pfarrhofes nach Plänen des Münchener Architekt Otmar Lehner genehmigt. Dabei wurde an der Südseite ein fast quadratischer Neubau für 400 Sitzplätze geschaffen, der 1922 errichtete Anbau musste dabei entfernt werden; bei den Umbauarbeiten wurden auch die Fundamente eines Vorgängerbaus ergraben. Am 26. Juni 1983 fand die Einweihung des Gebäudes durch Diözesanbischof Manfred Müller statt.

## Kirchengebäude
Die heutige Pfarrkirche St. Sebastian ist eine Saalkirche mit einem Steildach und einem eingezogenen, fünfseitig geschlossenen Chor. Der seitliche Flankenturm wird von einem Spitzhelm abgeschlossen. Im Kern sind noch barocke Anteile vorhanden.

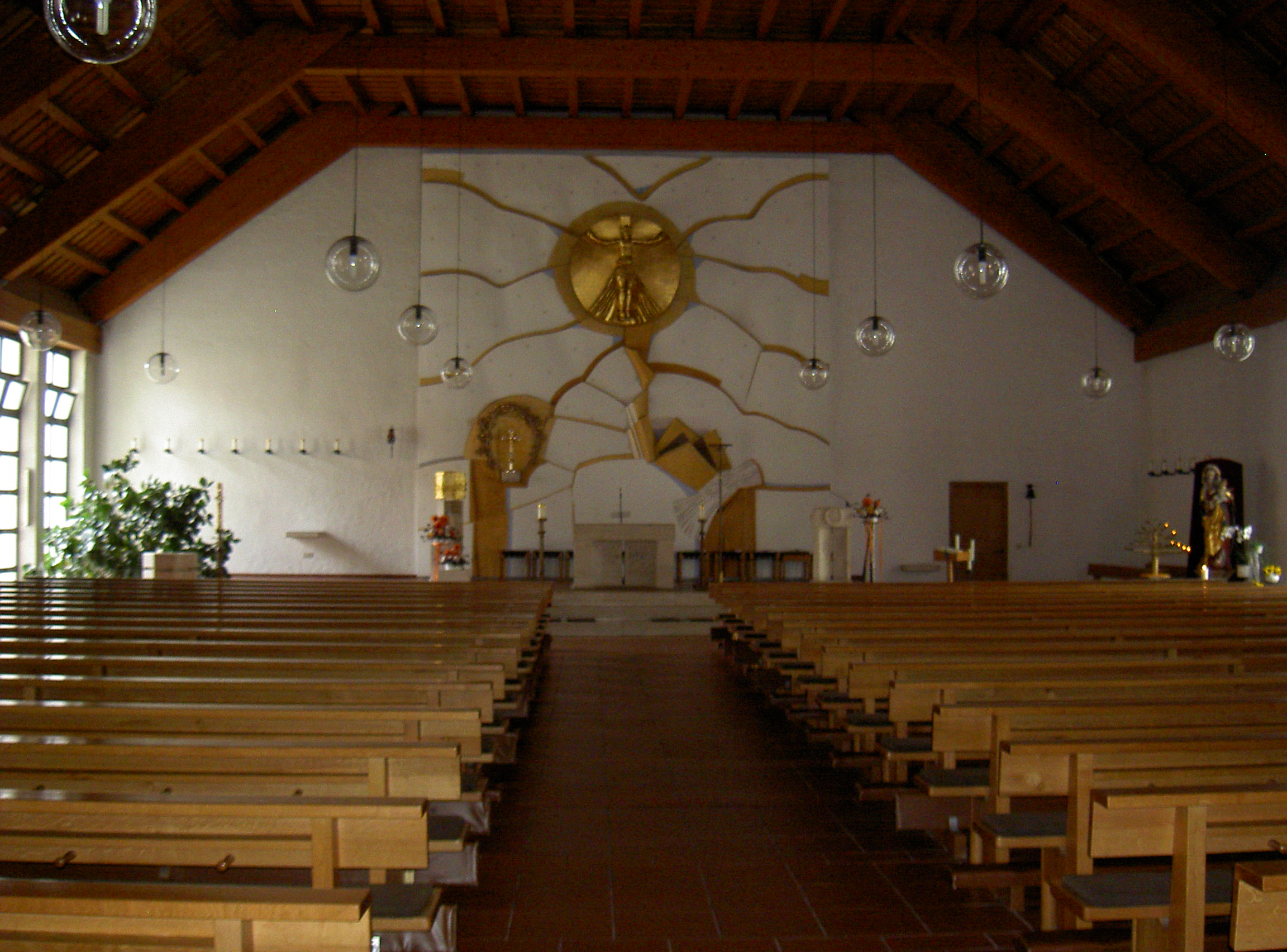
Innenraum der Kirche St. Sebastian in Waldthurn

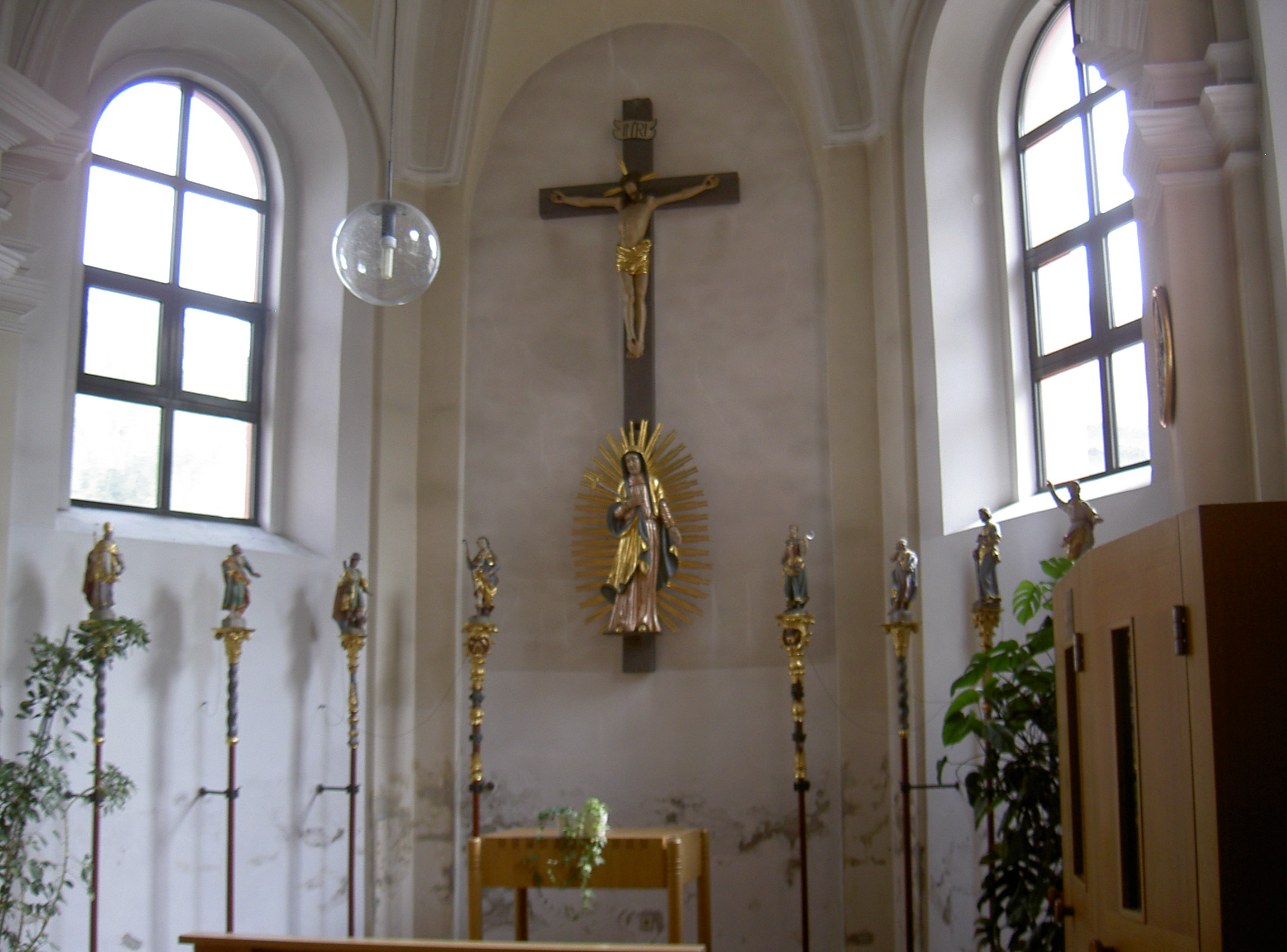
Presbyterium der Kirche St. Sebastian in Waldthurn mit Zunftstangen

## Innenausgestaltung
Die Altarwand wurde von dem Künstler Hubert Elsässer gestaltet, das Thema lautete „Christus, Herr der Gemeinde“. Im oberen Drittel schwebt in einer goldenen Scheibe der ohne Wundmale dargestellte Jesus Christus. Rechts unten befindet sich das offene Grab mit dem Leichentuch.
In der Mitte des Altarraumes steht der Volksaltar. An der Wand ist ein symbolisierter Lebensbaum, ganz links steht ein Taufbecken und rechts vom Altar ein Ambo, noch weiter rechts ist eine Muttergottesstatue aus der früheren Kirche. Die abgewinkelte Decke ist mit Holz gestaltet.
Das frühere Presbyterium mit Gewölbe ist erhalten geblieben und wird jetzt als Heiligenkapelle genutzt; in dieser sind auch die historischen Zunftstangen aufgestellt.